# Malungsfluggen
Malungsfluggen är ett naturreservat i Sundsvalls kommun i Västernorrlands län. Området fortsätter söderut i Hästmyrbergets naturreservat i Gävleborgs län
Området är naturskyddat sedan 1985 och är 30 hektar stort. Reservatet omfattar ett tre mindre myrar och granskog som drabbades hårt av stormen Ivar 2013.